# Wolf Creek (Utah)
Wolf Creek è un census-designated place (CDP) degli Stati Uniti d'America, situato nello stato dello Utah, nella contea di Weber.